# Албрехт IV (Анхалт)
Вижте пояснителната страница за други личности с името Албрехт IV.
Албрехт IV фон Анхалт-Кьотен (на немски: Albrecht IV von Anhalt-Köthen; * ок. 1369; † 24 ноември 1423 в Косвиг, Витенберг) от род Аскани е княз на Анхалт-Цербст от 1382 до 1396 г. и от 1396 до 1423 г. княз на Анхалт-Кьотен.
Той е вторият син на княз Йохан II фон Анхалт-Цербст (1341 – 1382) и съпругата му Елизабет фон Хенеберг (1351 – 1420), дъщеря на граф Йохан I фон Хенеберг-Шлойзинген (1289 – 1359) и Елизабет фон Лойхтенберг (1325 – 1361).
След смъртта на баща му през 1382 г. той управлява княжеството заедно с братята си Зигисмунд I (1341 – 1405) и Валдемар III († 1391). След смъртта на Валдемар III двамата братя разделят княжеството Анхалт-Цербст през 1396 г. на Анхалт-Кьотен и Анхалт-Десау. Албрехт IV получава Анхалт-Кьотен.

## Фамилия
Албрехт IV се жени преди 1398 г. за Елизабет фон Мансфелд († 1413/1417), дъщеря на граф Гюнтер I фон Мансфелд († 1412) и графиня Елизабет фон Хонщайн-Клетенберг († сл. 1412). Те имат децата:
1. Адолф I († 28 август 1473 в Цербст), княз на Анхалт-Кьотен
2. Анна († пр. 13 юни 1426), омъжена през 1422 г. за Вилхелм фон Верле
3. Лутруд († 4 юни 1465), омъжена на 14 октомври 1430 г. за херцог Йохан III от Мекленбург-Щаргард
4. Вилхелм († млад)
5. Албрехт († 18 март 1413).
6. Валдемар V († 1436), княз на Анхалт-Кьотен

Преди 4 февруари 1419 г. Албрехт се жени втори път за Елизабет фон Кверфурт († 1452), вдовица на Конрад (Курт) фон Хадмерслебен, господар на Егелн († 1416), дъщеря на граф Гебхард IV фон Кверфурт-Наумбург. Те имат децата:
1. Албрехт VI († 9 януари 1475), княз на Анхалт-Кьотен
2. София, омъжена за граф Гюнтер VI фон Барби-Мюлинген (* 1417; † 19 ноември 1493)
3. Дитбург († млада).